# Gravenoire
Gravenoire är en kulle i Antarktis. Den ligger i Östantarktis. Frankrike gör anspråk på området. Toppen på Gravenoire är 12 meter över havet.
Terrängen runt Gravenoire är platt västerut, men åt sydost är den kuperad. Havet är nära Gravenoire åt nordväst.  Trakten är obefolkad. Det finns inga samhällen i närheten.